# ولید علی
ولید علی بازیکن فوتبال اهل کویت است. وی در تیم الکویت و تیم ملی فوتبال کویت بازی می‌کرد.

## گل‌های ملی
| # | تاریخ          | محل      | حریف          | نمره | نتیجه  | رقابت                      |
| - | -------------- | -------- | ------------- | ---- | ------ | -------------------------- |
| 1 | 2 دسامبر 2003  | شهر کویت | ایران         | 3-1  | پیروزی | مسابقه دوستانه             |
| 1 | 20 دسامبر 2003 | پافوس    | لتونی         | 2-0  | پیروزی | مسابقه دوستانه             |
| 1 | 13 اکتبر 2004  | شهر کویت | چین           | 1-0  | پیروزی | مقدماتی جام جهانی 2006     |
| 2 | 8 ژوئن 2008    | شهر کویت | سوریه         | 4-2  | پیروزی | مقدماتی جام جهانی 2010     |
| 1 | 5 دسامبر 2010  | عدن      | عربستان سعودی | 1-0  | پیروزی | جام ملت های خلیج فارس 2010 |
| 1 | 28 ژوئیه 2011  | مانیل    | فیلیپین       | 2-1  | پیروزی | مقدماتی جام جهانی 2014     |